# The Dodos
The Dodos ist ein US-amerikanisches Indie-Rock-Duo aus San Francisco, das aus Meric Long und Logan Kroeber besteht. Sie spielen hauptsächlich Psychedelic-Folk-Lieder.

## Geschichte
Im Februar 2005 produzierte Meric Long die Solo-EP Dodo Bird in Eigenregie. Kurz darauf traf er Logan Kroeber und begann zusammen mit ihm Liveshows unter dem Namen The Dodos zu spielen. Im Dezember 2006 entstand dann, ebenfalls in Eigenproduktion das Album Beware of the Maniacs, worauf 2007 eine Tour folgte. Im Dezember 2007 bekamen sie dann einen Plattenvertrag auf Frenchkiss Records und veröffentlichten ihr zweites Album Visiter im März 2008, welches vorwiegend gute Rezensionen bekam.

## Diskografie

### Alben
- 2006: Beware of the Maniacs (Eigenveröffentlichung)
- 2008: Visiter (Frenchkiss Records)
- 2009: Time to Die (Frenchkiss Records)
- 2011: No Color (Frenchkiss Records)
- 2013: Carrier (Polyvinyl Records)
- 2015: Individ (Polyvinyl Records)
- 2018: Certainty Waves (Polyvinyl Records)

### Singles
- 2008: Season
- 2008: Red and Purple (Wichita)
- 2008: Fools (Wichita)
- 2009: Fables (Wichita)